# Antonio Aranda
Antonio Aranda Mata (ur. 13 listopada 1888 w Leganés, zm. 8 lutego 1979 w Madrycie) był jednym z monarchistycznych dowódców w czasie hiszpańskiej wojny domowej.

## Życiorys
W czasie wojen o Maroko, kiedy Hiszpania pomagała Francji walczyć z Rifenami Aranda był szeregowym geografem i inżynierem wojskowym. Później idealistycznie nastawiony Antonio wstąpił do armii. Jego kariera rozpoczęła się podczas rewolty garnizonu Asturii, kiedy to doszedł do stopnia pułkownika. Na początku wojny domowej nie zgadzający się z działaniami wojsk republiki, głównie z paleniem kościołów, szkalowaniem duchownych i wyzysku na społeczeństwie, już jako dowódca garnizonu w Oviedo, przystąpił do konserwatywnych buntowników. Wykazał się zmysłem strategicznym w czasie oblężenia Oviedo kiedy rozgromił nacierające siły republikańskie. Został za to odznaczony orderem San Fernando i promowanym do najniższego ze stopni generalskich. Innymi starciami, w których uczestniczył, były bitwa o Teruel i bitwa nad Ebro. Obie zwycięskie. Wojnę skończył ze stopniem Generała Kapitana. W 1937 odznaczony został Krzyżem Orderu Świętego Ferdynanda, a w 1942 Krzyżem Wielkim Orderu Świętego Hermenegilda
Po wojnie został prezesem Królewskiego Towarzystwa Geograficznego. Zniecierpliwiony opieszałością Francisco Franco we wprowadzaniu monarchii założył konspiracyjną grupę zamierzającą przyśpieszyć wprowadzenie ustroju. Został za to uwięziony przez generalissimusa. W 1976 roku po śmierci Franco został awansowany do stopnia Generała Porucznika przez króla Jana Karola I.